# Kraftwerk Steglitz

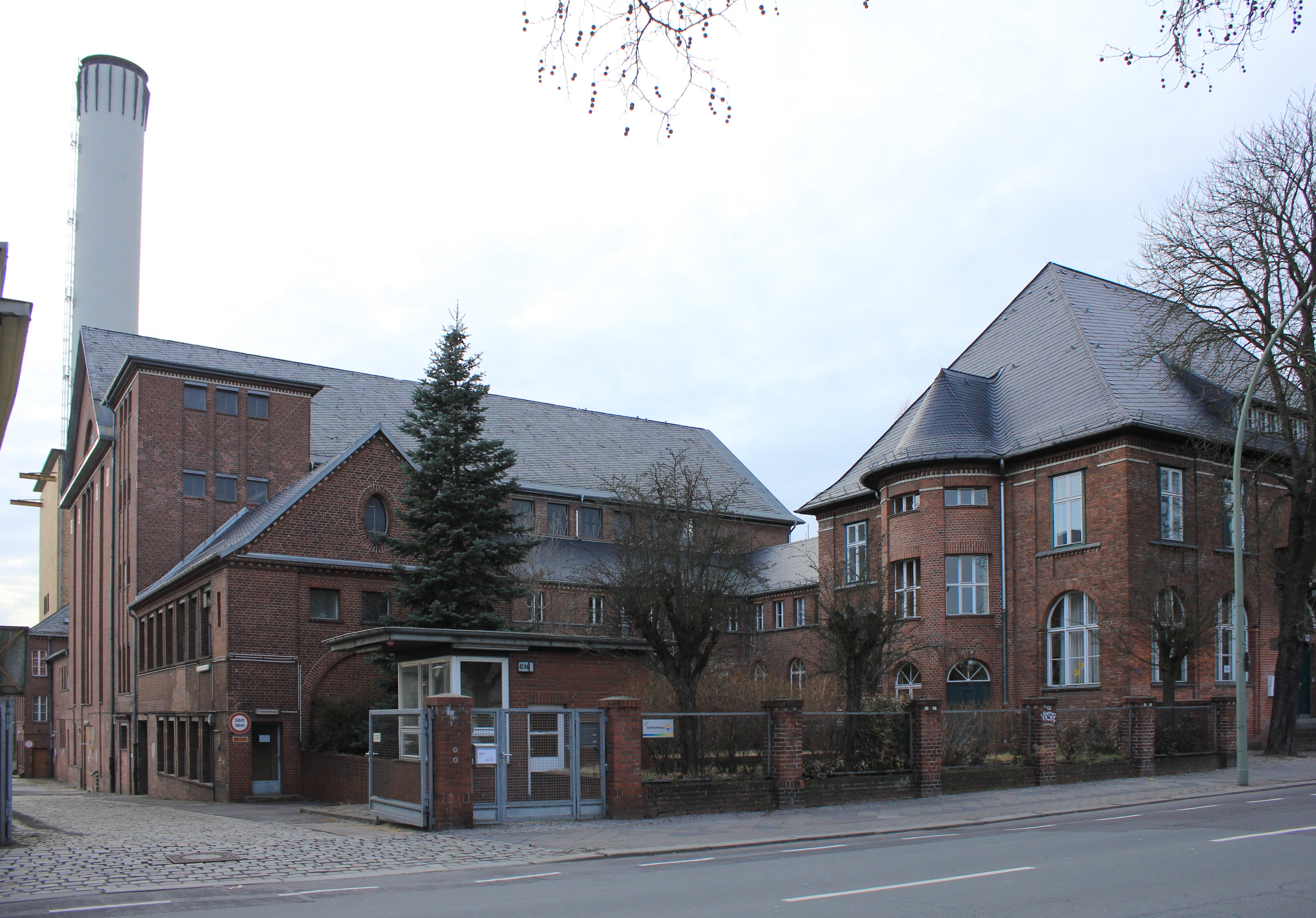
Kraftwerk Steglitz an der Birkbuschstraße, 2012

Das Kraftwerk Steglitz wurde 1911 eröffnet und in mehreren Bauphasen erweitert. Heute beherbergt ein Gebäudeteil das Energie-Museum Berlin.

## Geschichte
Das Kraftwerk Steglitz wurde 1909/10 von der Gemeinde Steglitz als Elektrizitätswerk Steglitz nach Plänen von Hans Heinrich Müller auf dem Grundstück Birkbuschstraße 40–42 am Teltowkanal errichtet. Den Entwurf des technischen Ausbaus übernahm Martin Rehmer. Das Kraftwerk erhielt 2 Turbinensätze mit je 1 MW und einen Turbinensatz mit 500 kW. Über den Teltowkanal wurde schlesische Steinkohle angeliefert, auf dem Gelände zwischengelagert und mit einer Hängebahn zu den Kesseln befördert. Am 1. April 1911 konnte das Gemeindekraftwerk in Betrieb genommen werden. Im Jahr 1912 wurde das Kraftwerk mit einer 30-kV-Leitung mit den umliegenden Versorgungsunternehmen in Teltow und Lichterfelde verbunden.
Bereits 1914 musste die installierte Leistung auf 2 Turbinensätze mit je 3 MW erweitert werden. Von der Bildung der neuen Einheitsgemeinde Groß-Berlin zum 1. Oktober 1920 war auch die Gemeinde Steglitz betroffen, damit gelangte das Kraftwerk Steglitz zu den Städtischen Elektrizitätswerken Berlin (Bewag). Mit den Kraftwerkserweiterungen ab 1928 wurden auch erstmals Fernwärmeleitungen zur Versorgung der nahegelegenen Rauchlosen Siedlung im Bereich Steglitzer Damm / Munsterdamm verlegt.
Das Gebäude-Ensemble aus rotem Klinker und relevante Einzelgebäude wurden unter Denkmalschutz gestellt.

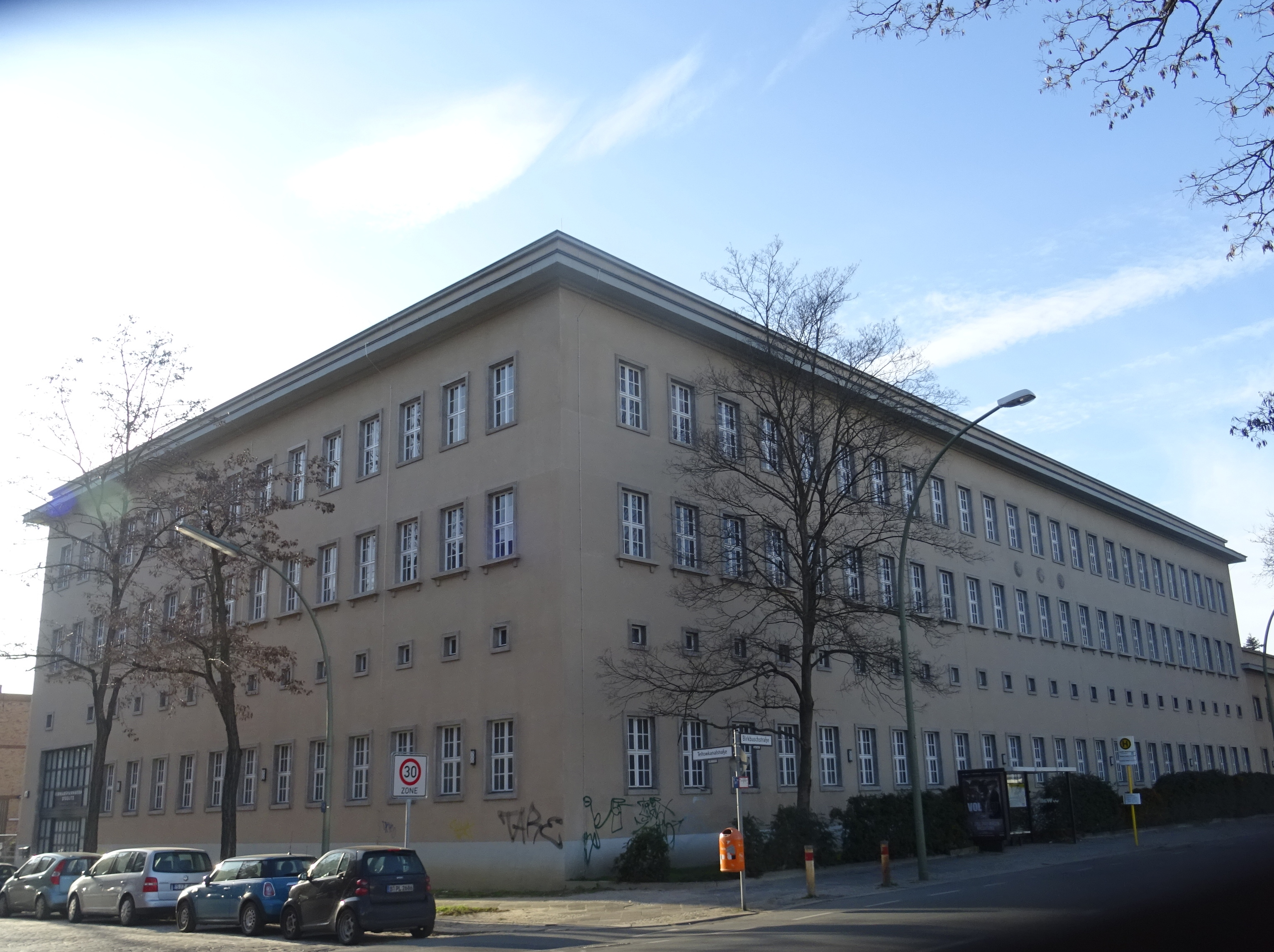
Umspannwerk Steglitz an der Ecke Birkbuschstraße / Teltowkanalstraße, 2020

In den folgenden Jahren wurde der Kraftwerksstandort mehrfach erweitert. An der Birkbuschstraße entstand 1929/30 das Umspannwerk Steglitz der Bewag von Egon Eiermann, das in den Kriegsjahren 1940/42 durch den wesentlich größeren Bau auf dem angrenzenden Eckgrundstück zur Teltowkanalstraße erweitert wurde. Auch das Umspannwerk steht unter Denkmalschutz.

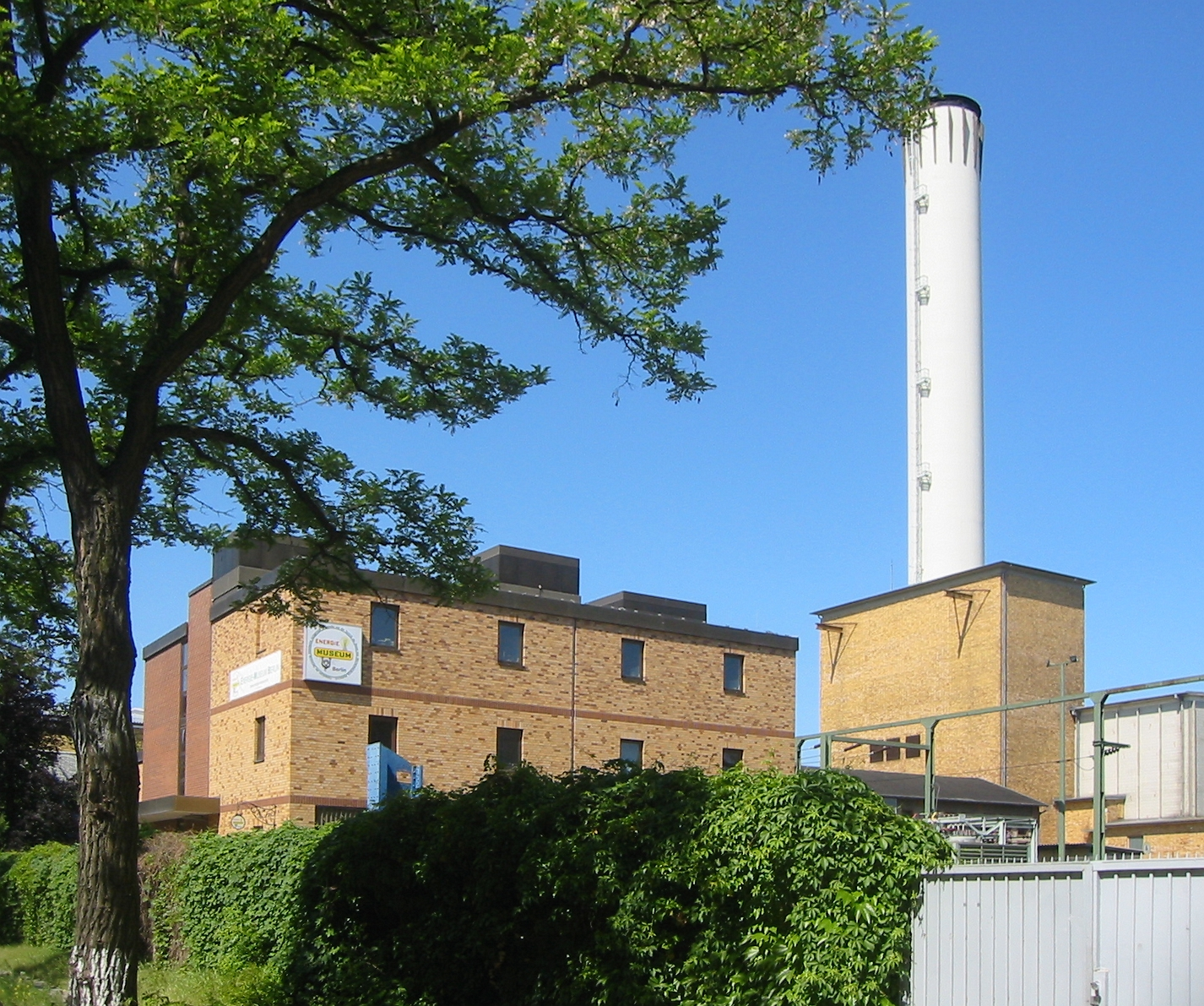
Ehemaliger Batterie-Speicher, danach Energie-Museum in der Teltowkanalstraße, 2012

Während der Teilung Berlins waren die beiden deutschen Stromnetze geteilt. Zur Netzstabilisierung im Westteil Berlins wurde 1984–1986 eine Batteriespeicheranlage als Frequenzregeleinrichtung und Sofortreserveanlage eingerichtet, die eine Spitzenleistung von 17 MW für max. 20 Minuten abgeben konnte. Für diese Anlage entwarf der Architekt Clemens Mletzko einen Neubau in Beton-Ziegelstein-Verbundkonstruktion mit Flachdach an der Teltowkanalstraße 9. Diese Anlage konnte bereits 1994 nach der Deutschen Wiedervereinigung wieder stillgelegt werden. Hierfür besteht ebenfalls Denkmalschutz.
Im Jahr 2007 wurde der 120 m hohe Abgaskamin des Dampfkraftwerks demontiert.
Im Gebäude der Batteriespeicheranlage richtete der 2001 gegründete Förderverein das Energie-Museum Berlin ein.
Auf dem Gelände des Kraftwerks Steglitz an der Birkbuschstraße befand sich von 1909 bis 1929 eine Wagenhalle mit Werkstatt der Grunewaldbahn (Straßenbahn der Gemeinde Steglitz). Die Stromversorgung der Bahn erfolgte durch das Kraftwerk. Nach der Schließung des Standortes wurde das Gelände an die Bewag rückübertragen. Die Wagenhalle ist nicht erhalten, es sind jedoch noch Fundamentreste erkennbar.

## Weitere Kraftwerke im näheren Umfeld
Beim Heizkraftwerk Lichterfelde am Barnackufer handelt es sich um ein eigenständiges Kraftwerk. Es befindet sich ebenfalls am Teltowkanal, rd. 2 km in südwestlicher Richtung entfernt.
Ebenfalls als eigenständig kann das ehemalige Kraftwerk der Lichterfelder Straßenbahn betrachtet werden, welches sich ab 1893 auf dem damals neu errichteten Straßenbahnbetriebshof an der Berliner Straße 1 (heute Ostpreußendamm) befand und 1930 stillgelegt wurde. Dieses Grundstück wird inzwischen von der Berliner Stadtreinigung genutzt.